# MOGITATE!バナナ大使
『MOGITATE!バナナ大使』（もぎたて バナナたいし）は、1989年4月7日から1995年10月13日までTBS系列で放送されていたTBS製作のバラエティ番組である。花王の一社提供。放送時間は毎週金曜 23:00 - 23:30（日本標準時）。

## 概要
番組前半ではコントコーナーと歌を、後半では「お祝いショー」（OIWAI SHOW）という名のトークコーナーを実施していた。さらにトークコーナーには芸能界の噂話をするミニコーナーがあり、出演者たちが話題の中心となる人物の名をイニシャルで挙げながら話していた。後に「イニシャルトーク」と呼ばれるようになる、名前をイニシャルにして行う暴露トークはこの番組により一般化し、他番組でも多く使われるようになる。『ジョーズ』のテーマのイントロがこのミニコーナー開始の合図になっていた。コントとトークの合間には、山田邦子たちレギュラー陣がゲストとともに歌を唄うコーナーがあった。
元々は録画番組だったが、山田たちレギュラー陣のスケジュールの都合により、中期以降は原則隔週生放送という体裁を取るようになった。歌のコーナーだけは常に事前収録で、生放送の回ではこのコーナーのVTRを流している間にセットの入れ替えを行っていた。
オープニングテーマは、1967年に同系列局で放送されていたアニメ『冒険ガボテン島』のテーマ「冒険ガボテン島」（インストゥルメンタル、作曲：山下毅雄）である。提供読みは「花王 愛の劇場」（TBS系列）や「花王ファミリースペシャル」（フジテレビ系列）など、同時期に放送されていた他の花王提供番組の提供読みと同じ方式であった。

## 出演者
- 山田邦子
- 清水宏次朗 - 初期のみに出演。
- 髙嶋政伸 - 1989年10月から最終回まで出演。
- 笑福亭笑瓶
- 早坂好恵

上記のほか、当時の女性アイドルたちがマンスリーアシスタントとして出演していた。
番組の前説はテンション（芋洗坂係長と田口浩正によるお笑いコンビ）、その後継にアリtoキリギリスが担当していた。

## スタッフ
- 構成：大岩賞介、廣岡豊、前田昌平、あべ、樋口弘樹
- 音楽：北島直樹
- 技術：白根英路、佐藤賢二郎【週替わり】
- カラー調整 (VE)：野々村直、橘一男【週替わり】
- 映像 (カメラ)：伊東修
- 照明：上田泰昌、中澤健【週替わり】
- 音声：中尾聡、柳沢任広【週替わり】
- 音響：三澤恵美子、中本建【週替わり】
- 美術：三原康博
- 美術デザイン：藤岡貴子
- 美術進行：安川毅
- 企画協力：太田プロダクション
- 制作協力：ホリプロ
- 制作：田代誠（末期）
- プロデューサー：石川眞実、大崎幹（初期は演出も兼務）、森川真行
- 演出：川口直美、利根川展、宮尾益実、サ→ド吉田【週替わり】
- 製作著作：TBS

## 元日スペシャル
1990年1月1日には、本番組のスペシャル『バナナ大使!決定版』が14:00 - 15:30の90分枠で放送された。この回には高嶋の兄・髙嶋政宏、父・高島忠夫、母・寿美花代、そしてビジーフォーがゲスト出演し、山田が政宏と見合いするコントを繰り広げた。

## ネット局
| 放送対象地域   | 放送局             | 系列    | 備考                   |
| -------------- | ------------------ | ------- | ---------------------- |
| 関東広域圏     | TBS                | TBS系列 | 製作局                 |
| 北海道         | 北海道放送         | TBS系列 |                        |
| 青森県         | 青森テレビ         | TBS系列 |                        |
| 岩手県         | IBC岩手放送        | TBS系列 |                        |
| 宮城県         | 東北放送           | TBS系列 |                        |
| 山形県         | テレビユー山形     | TBS系列 | 1989年10月の開局時から |
| 福島県         | テレビユー福島     | TBS系列 |                        |
| 新潟県         | 新潟放送           | TBS系列 |                        |
| 富山県         | チューリップテレビ | TBS系列 | 1990年10月の開局時から |
| 石川県         | 北陸放送           | TBS系列 |                        |
| 山梨県         | テレビ山梨         | TBS系列 |                        |
| 長野県         | 信越放送           | TBS系列 |                        |
| 静岡県         | 静岡放送           | TBS系列 |                        |
| 中京広域圏     | 中部日本放送       | TBS系列 |                        |
| 近畿広域圏     | 毎日放送           | TBS系列 |                        |
| 鳥取県・島根県 | 山陰放送           | TBS系列 |                        |
| 岡山県・香川県 | 山陽放送           | TBS系列 |                        |
| 広島県         | 中国放送           | TBS系列 |                        |
| 山口県         | テレビ山口         | TBS系列 |                        |
| 愛媛県         | あいテレビ         | TBS系列 | 1992年10月の開局時から |
| 高知県         | テレビ高知         | TBS系列 |                        |
| 福岡県         | RKB毎日放送        | TBS系列 |                        |
| 長崎県         | 長崎放送           | TBS系列 |                        |
| 熊本県         | 熊本放送           | TBS系列 |                        |
| 大分県         | 大分放送           | TBS系列 |                        |
| 宮崎県         | 宮崎放送           | TBS系列 |                        |
| 鹿児島県       | 南日本放送         | TBS系列 |                        |
| 沖縄県         | 琉球放送           | TBS系列 |                        |